# Skútustaðir
Skútustaðir is een klein plaatsje in het noorden van IJsland in de regio Norðurland eystra. Skútustaðir ligt aan de zuidelijke oever van Mývatn, en behoort samen met Reykjahlíð tot de gemeente Skútustaðahreppur. Belangrijkste bezienswaardigheid van Skútustaðir zijn de pseudokraters die hier verspreid voorkomen. Er is ook een museum dat over het Mývatn handelt. Skútustaðir ligt aan de Hringvegur en is daardoor goed bereikbaar. 